# Ünsal Arik
Ünsal Mukadder Arik (* 27. Oktober 1980 in Parsberg) ist ein deutsch-türkischer Profiboxer.

## Leben
Arik spielte in seiner Jugend Fußball unter anderem in der Bayernauswahl, in der B-Jugend beim SSV Jahn Regensburg und in der A-Jugend des türkischen Spitzenclubs Fenerbahçe Istanbul. Nach einem Schien- und Wadenbeinbruch spielte Arik in der Landesliga für Kareth Lappersdorf, SV Fortuna Regensburg und SE Freising. Danach beendete er seine Fußballkarriere.
Arik begann mit 27 Jahren seine Boxkarriere als Amateur beim Boxclub „Boxfit“ in Regensburg. Dort bestritt er elf Kämpfe, davon waren acht Siege, zwei Niederlagen und ein Unentschieden.
Im Boxen gewann er als Amateur die Ostbayerische Meisterschaft im Mittelgewicht. Mit 30 Jahren bestritt er seinen ersten Profikampf am 20. Mai 2011 in München gegen Georgios Pegios. Er verlor nach acht Sekunden durch technischen K. O. Anschließend gewann er 18 Kämpfe in Folge. Im Oktober 2011 gewann er gegen Thomas Hengstberger die internationale deutsche Meisterschaft und im Dezember 2011 die internationale WBF-Meisterschaft gegen Turgay Uzun. Beide Siege erfolgten durch technischen Knockout innerhalb von drei Runden.
Im Mai 2012 besiegte er Benson Mwakyembe vorzeitig in der zweiten Runde und wurde dadurch IBF-Europameister, verteidigte den Titel aber nicht. Im November 2012 sicherte er sich den IBF-International-Titel durch einen vorzeitigen Sieg gegen Vasile Dragomir und im März 2013 den IBF-Interkontinental-Titel ebenfalls vorzeitig gegen Francis Cheka. Im Juni 2013 verlor er dann überraschend nach Punkten gegen den Bosnier Slavisa Simeunovic.
Gegen Adnan Zilić gewann Arik am 9. Mai 2015 in Hildesheim den interimen WBU-Titel und durfte sich am 23. Juni 2015 ins Goldene Buch der Stadt Parsberg eintragen.
Im Dezember 2015 konnte sich Arik erneut den IBF-Europameistertitel sichern, als er knapp nach Punkten gegen Zoltán Sera siegte. Im Kampfverlauf waren beide Boxer am Boden. Im Juli 2016 schlug er Miloš Janjanin beim Kampf um den GBU-Titel durch Knockout in der dritten Runde.
Am 12. Mai 2018 gewann Arik gegen den Georgier Nikoloz Berkatsashvili seinen zehnten UBF-Titel und verteidigte diesen am 6. Oktober 2018 in Braunschweig.
Am 8. November 2019 kämpfte Ünsal Arik in Bergisch Gladbach um den WBC Asia Champion-Titel. Sein Gegner war der belarussische ehemalige EBU-Europameister Siarhei Huliakevich. Arik gewann in acht Runden nach Punkten.
Durch die Corona-Pandemie hatte auch Ünsal Arik wie jeder Sportler eine lange Pause. Nach mehreren Verschiebungen des Kampfes boxte er am 18. Juli 2020 in Wiesbaden. Ursprünglich wollte er den WBC-Asia-Titel erneut gegen Siarhei Huliakevich verteidigen. Weil Huliakevich wegen der Corona-Regeln nicht einfliegen konnte, erhielt Arik den deutschen Boxer Dustin Amann als Gegner, Arik konnte so jedoch nicht den WBC-Asia-Titel verteidigen. Die Verteidigung wurde verschoben; geboxt wurde stattdessen um die Internationale Meisterschaft des BDB. Durch Sieg in der dritten Runde nach technischem KO sicherte sich Ünsal Arik die internationale Deutsche Meisterschaft.
In einem Hip Hop Song „Ben seni yok edecegim“ (zu deutsch etwa: „Ich mach Dich weg“) kritisiert er den türkischen Präsidenten Erdoğan.
Am 27. April 2023 gab er über Twitter bekannt, dass er an Nierenkrebs erkrankt sei.

## Politisches und soziales Engagement
Nach einem Kampf in Tekirdağ im Jahr 2014 protestierte Arık mit einer T-Shirt-Aufschrift gegen den türkischen Präsidenten Recep Tayyip Erdoğan (türkisch Bu Ülke Atatürkün, Tayyipin değil ‚Das Land gehört Atatürk, nicht Tayyip‘). Nach seinem WM-Kampf in Hamburg erweckte Arık auch das Interesse der deutschen Medien. Im Sat.1-Frühstücksfernsehen kritisierte er am 2. August 2016 Erdoğan und seine Anhänger. Im Neo Magazin Royale vom 16. März 2017 bezog Arık erneut Stellung gegen Erdoğan und seine Politik, insbesondere das Verfassungsreferendum in der Türkei 2017. 2018 stimmte er bei den Präsidentschaftswahlen für Erdoğans Konkurrenten Muharrem İnce. Ünsal Arik ist der erste türkische Boxer, der seinen EM-Gürtel der IBF am Mausoleum Anıtkabir von Mustafa Kemal Atatürk mit einer Staatszeremonie hinterlegen durfte. Arik setzt sich gegen faschistische Türken ein. Deswegen wird er von ihnen wie auch von rechtsradikalen Deutschen bedrängt. Ünsal Arık äußert sich regelmäßig gegen Rassisten. 2020 drohte er dem Verschwörungsideologen Attila Hildmann.
Sein politischer Einsatz brachte ihn schon viel Ärger. Unter anderem eine Messerattacke und Schlägerei. Beide endeten blutig. Patronenhülsen an seinem Auto wurden gefunden, was sogar für Polizeischutz sorgte.
Neben seiner Boxkarriere ist Arık sozial engagiert und setzt sich für krebskranke Kinder ein. Seit 2015 ist er offizieller Botschafter der Stiftung Kinderherz. Darüber hinaus besucht er Schulen, um Kinder für den Sport zu begeistern.
Des Weiteren engagiert Arık sich für Tiere und Ernährung ohne Tierprodukte. Als erster Boxer schrieb Ünsal Arık mit „VegBoxen“ ein Buch über vegane Ernährung und Leistungssport.
Als Autor hat Ünsal Arık seine Biografie „Alman vs. Kanacke“ geschrieben, die am 1. März 2023 über den Verlag Droemer Knaur erscheint. Er schreibt über sein Leben in Deutschland unter Rassismus und Schwierigkeiten. Mit diesem Buch möchte er beide Seiten – Deutsche wie Türken – aufklären und zeigen, was gemeinsam falsch gemacht wird und geändert werden muss.
2019 absolvierte Arık ein Praktikum im Deutschen Bundestag bei dem SPD-Politiker Thomas Hitschler.

## Erfolge
- 18. Juli 2020: Internationaler Deutscher Meister des BDB im Mittelgewicht
- 8. November 2019: Asienmeister der WBC im Mittelgewicht
- 12. Mai 2018: Europameister der UBF im Halbmittelgewicht
- 30. Juli 2016: Weltmeister der GBU im Halbmittelgewicht
- 12. Dezember 2015: Europameister der IBF im Halbmittelgewicht
- 22. März 2013: Interkontinentaler Meister der IBF im Supermittelgewicht
- 18. November 2012: Internationaler Meister der IBF im Supermittelgewicht
- 18. Mai 2012: Europameister der IBF im Supermittelgewicht
- 24. Dezember 2011: Internationaler Meister der WBF im Supermittelgewicht
- 14. Oktober 2011: Internationaler Deutscher Meister der GBA im Supermittelgewicht